# Поні (провінція)
Поні (фр. Poni) — одна з 45 провінцій Буркіна-Фасо. Знаходиться в Південно-Західному регіоні, столиця провінції — Гава. Площа Поні — 7365 км².
Населення станом на 2006 рік — 254 371 осіб.

## Адміністративний поділ
Поні підрозділяється на 10 департаментів, з яких 1 місто і 9 комун:
- Гава
- Бурум-Бурум
- Бусера
- Джігуї
- Гбомблора
- Кампті
- Лоропені
- Мальбо
- Нако
- Перігбан